# Ceraclea enodis
Ceraclea enodis là một loài Trichoptera trong họ Leptoceridae. Chúng phân bố ở miền Tân bắc.